# Astigarraga
Astigarraga – gmina w Hiszpanii, w prowincji Guipúzcoa, w Kraju Basków, o powierzchni 11,91 km². W 2011 roku gmina liczyła 4999 mieszkańców.